# Ángeles (Philippines)
Pour les articles homonymes, voir Angeles (homonymie).
Ángeles est une ville des Philippines située dans la province de Pampanga, proche de l'aéroport international Clark et de la Clark Special Economic Zone (CSEZ) (ancienne base aérienne de Clark).
La ville possède de vieux bâtiments significatifs de l'histoire des Philippines. De nos jours, elle est peut-être plus connue pour sa vie nocturne vibrante.
Au recensement de 2015, elle possédait une population de 411 634 habitants, contre une population de 263 971 habitants au recensement de 2000. Après le passage de la tempête Krpdiem en mars 2018, les autorités ont accordé le statut de catastrophe naturelle aux zones dévastées.

## Barangays
Ángeles est divisé en 33 barangays.
- Agapito del Rosario
- Anunas
- Balibago
- Capaya
- Claro M. Recto
- Cuayan
- Cutcut
- Cutud
- Lourdes North West
- Lourdes Sur
- Lourdes Sur East
- Malabanias
- Margot
- Mining
- Pampang
- Pandan
- Pulung Maragul
- Pulungbulu
- Pulung Cacutud
- Salapungan
- San Jose
- San Nicolas
- Santa Teresita
- Santa Trinidad
- Santo Cristo
- Santo Domingo
- Santo Rosario (Pob.)
- Sapalibutad
- Sapangbato
- Tabun
- Virgen Delos Remedios
- Amsic
- Ninoy Aquino (Marisol)